# Aeroporto di Tel Aviv-Ben-Gurion

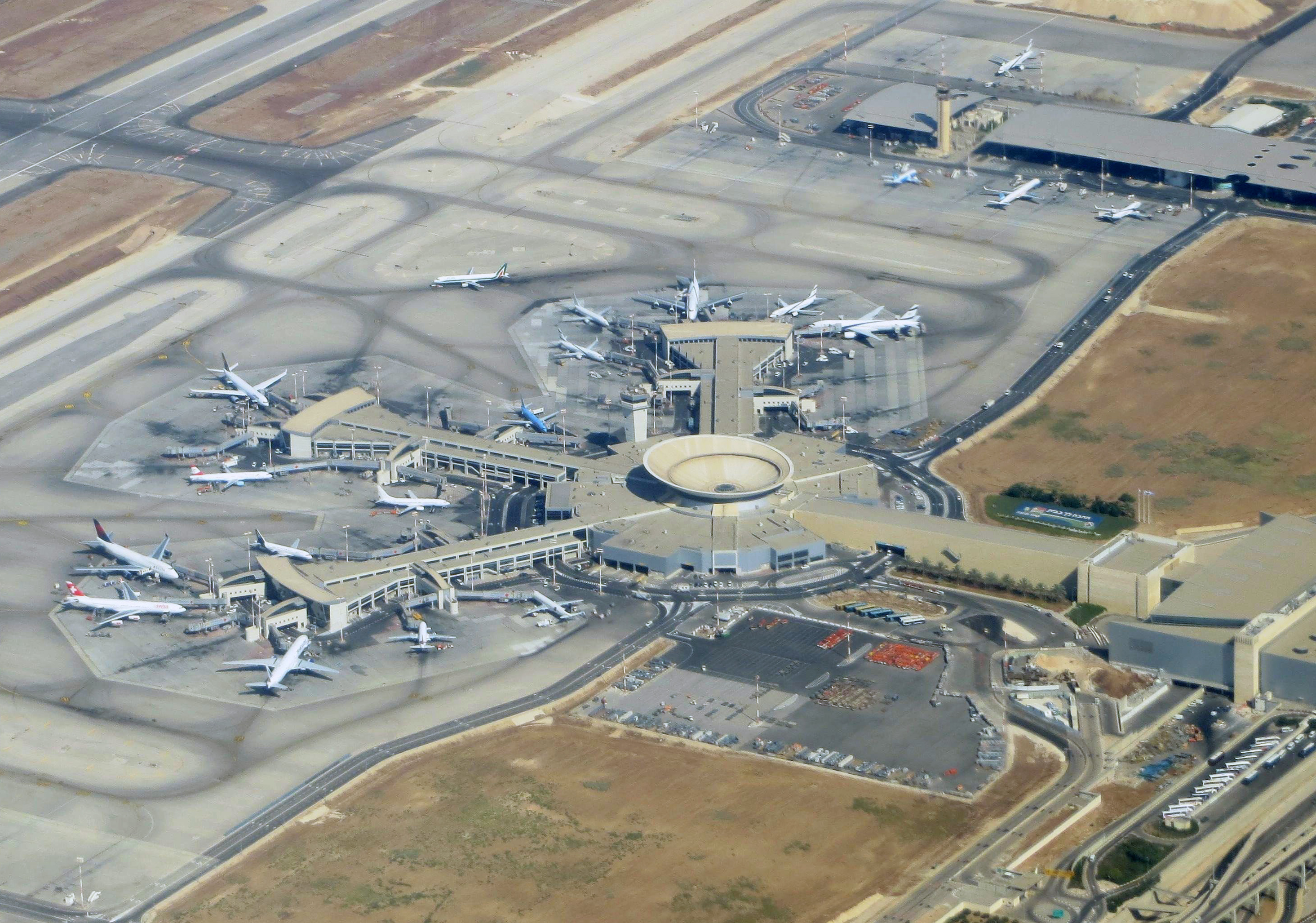
Terminal 3

L'Aeroporto di Tel Aviv "David Ben Gurion" (IATA: TLV, ICAO: LLBG) (in ebraico נמל התעופה בן גוריון‎?, Namal HaTe'ūfa Ben Gūryōn, in arabo مطار بن غوريون الدولي‎?), anche conosciuto con il suo acronimo ebraico Natbag (in ebraico נתב"ג‎?), è il più grande e più trafficato aeroporto civile di Israele con un traffico di circa 14,2 milioni di passeggeri nel 2013. Fu chiamato Aeroporto Wilhelma quando fu fondato dagli inglesi durante il loro mandato in Palestina. Fu poi rinominato in Aeroporto di Lod dal 1948 al 1973 dopo il quale la struttura venne intitolata al fondatore di Israele David Ben Gurion (1886-1973).
L'aeroporto è vicino alla città di Lod, 15 chilometri (9 miglia) a sud-est di Tel Aviv. È gestito dalla Israel Airports Authority (Autorità Aeroportuale Israeliana), un'azienda statale che amministra tutti gli aeroporti pubblici e i valichi di frontiera dello Stato di Israele.
L'aeroporto Ben Gurion è la sede della compagnia di bandiera israeliana El Al, di Israir Airlines, di Arkia Israel Airlines, delle Sun d'Or International Airlines. Durante gli anni ottanta e novanta era l'hub della ora defunta Tower Air. Oggi, il Terminal 3 è usato per i voli internazionali e il Terminal 1 è usato per i voli nazionali. L'aeroporto ha 3 piste ed è utilizzato da voli commerciali, privati e militari.
L'aeroporto si trova sulla Highway 1, l'autostrada principale Gerusalemme-Tel Aviv, accessibile con l'auto o con i mezzi pubblici. Entrambe le autolinee Egged e Dan utilizzano questa strada. Le Ferrovie Israeliane hanno collegamenti tra l'aeroporto e alcune parti del paese, mentre i parcheggi per i taxi sono situati subito fuori dagli Arrivi. Un'altra opzione sono i taxi condivisi, chiamati in ebraico sherut che collegano l'aeroporto a Beer Sheva, Haifa e Gerusalemme.
L'Aeroporto Ben Gurion è considerato uno degli aeroporti più sicuri del mondo, con una forza di sicurezza che comprende polizia ed esercito (IDF - Forze di Difesa Israeliane). Le guardie di sicurezza operano sia in uniforme sia sotto copertura per mantenere un alto servizio di vigilanza e scoprire in tempo ogni possibile minaccia. L'aeroporto è stato obiettivo di parecchi attacchi terroristici, il più tristemente famoso dei quali il massacro dell'Aeroporto di Lod del 1972, ma nessun tentativo di dirottare un aereo in partenza dall'aeroporto Ben Gurion ha mai avuto successo.

## Storia
L'aeroporto Internazionale Ben Gurion vide gli albori nel 1936 come Aeroporto di Lydda, un aeroporto locale con quattro piste in cemento alla periferia della città araba di Lydda. Fu costruito dagli inglesi durante il loro mandato in Palestina; l'importanza dell'aeroporto aumentò durante la Seconda Guerra Mondiale in quanto fu il teatro del traffico di aeroplani provenienti dall'Europa, dall'Estremo Oriente e da altri paesi del Medio Oriente.
La prima rotta transatlantica, Tel Aviv-New York, fu inaugurata dalla Trans World Airlines (TWA) nel 1946. Gli inglesi lasciarono l'aeroporto alla fine di aprile del 1948 e i soldati dell'esercito israeliano ne presero il possesso il 10 luglio 1948 con l'operazione Dani, trasferendone il controllo al neonato Stato di Israele.
I voli ripresero il 24 novembre 1948. Quell'anno, 40.000 passeggeri transitarono nel terminal. Già nel 1952, questo numero era aumentato a 100.000 al mese. Entro una decade, il traffico era cresciuto al punto che i voli locali dovettero essere trasferiti all'aeroporto Sde Dov (SDV) sulla costa nord di Tel Aviv. A metà degli anni sessanta, 14 aerolinee internazionali facevano scalo all'Aeroporto di Lod.
Altri edifici e piste furono aggiunti negli anni, ma con l'inizio dell'immigrazione di massa dall'Etiopia e dalla ex Unione Sovietica negli anni ottanta e novanta, e con l'incremento globale dei viaggi internazionali, le struttura esistenti divennero inadeguate, obbligando alla progettazione di un nuovo terminal che potesse accomodare il turismo previsto per le celebrazioni del nuovo millennio. La decisione di procedere con il progetto fu presa nel gennaio 1994, ma il Terminal 3 aprì le sue porte solo dieci anni dopo, il 2 novembre .

### Attività del vecchio Terminal
Inizialmente l'area check-in era situata al piano terra. I passeggeri procedevano al primo piano verso la sala partenze principale, che conteneva il controllo passaporti, i negozi duty-free, le sale VIP, la sinagoga e i gate di imbarco.
Al gate, i passeggeri dovevano scendere un piano di scale per ritornare al piano terra dove erano in attesa i bus per trasportarli al loro aeroplano. La sala arrivi con il controllo passaporti, il carosello per i bagagli e la dogana si trovava nel lato sud dell'edificio. I bus trasferivano i passeggeri e gli equipaggi dall'aeroplano al terminal che distava più di 500 metri. Dopo l'apertura del Terminal 3, il Terminal 1 è stato chiuso eccetto che per voli governativi, tipo alcuni voli speciali di immigranti dal Nord America e dall'Africa.

### Attacchi terroristici
Nonostante l'Aeroporto Ben Gurion sia stato un obiettivo per i gruppi militanti palestinesi, l'adozione di strette misure di sicurezza ha fatto sì che nessun aeroplano decollato dall'aeroporto sia mai stato dirottato. D'altro canto, aerei dirottati da altri paesi hanno atterrato a Ben Gurion, contribuendo a due dei più gravi incidenti nella storia dell'aeroporto. Nel primo, l'8 maggio 1972, quattro terroristi palestinesi di Settembre Nero dirottarono un volo Sabena da Vienna, forzandolo ad atterrare all'aeroporto Ben Gurion. Una squadra di truppe speciali Sayeret Matkal condotta da Ehud Barak attaccò l'aereo uccidendo due dirottatori e catturando gli altri due. Un passeggero rimase ucciso. Sempre nello stesso mese, il 30 maggio 1972, in un attacco che viene ricordato come il Massacro dell'Aeroporto di Lod, 24 persone furono uccise e 80 ferite quando tre membri dell'Armata Rossa Giapponese cominciarono a sparare con mitragliatori nell'area arrivo passeggeri. Le vittime includono Aharon Katzir, un famoso biofisico delle proteine e fratello del quarto presidente di Israele, Efraim Katzir e un gruppo di venti turisti portoricani che era appena arrivato in Israele. L'unico terrorista sopravvissuto all'attacco fu Kozo Okamoto, che fu condannato all'ergastolo ma fu liberato in uno scambio di prigionieri con il Fronte Nazionale per la Liberazione della Palestina - Comando Generale (costola separata del Fronte Popolare per la Liberazione della Palestina fondata da Ahmed Jibril nel 1968).

## Statistiche
| Anno | Totale passeggeri | Variazione percentuale | Totale operazioni | Variazione percentuale |
| ---- | ----------------- | ---------------------- | ----------------- | ---------------------- |
| 1999 | 8,916,436         |                        |                   |                        |
| 2000 | 9,879,470         | 10.8%                  | 80,187            |                        |
| 2001 | 8,349,657         | 15.5%                  | 69,226            | 13.7%                  |
| 2002 | 7,308,977         | 12.5%                  | 63,206            | 8.7%                   |
| 2003 | 7,392,026         | 1.1%                   | 61,202            | 3.2%                   |
| 2004 | 8,051,895         | 8.9%                   | 66,638            | 8.9%                   |
| 2005 | 8,917,421         | 10.7%                  | 70,139            | 5.3%                   |
| 2006 | 9,221,558         | 3.4%                   | 76,735            | 9.4%                   |
| 2007 | 10,526,562        | 14.2%                  | 84,568            | 10.3%                  |
| 2008 | 11,550,433        | 9.7%                   | 94,644            | 11.9%                  |
| 2009 | 10,925,970        | 5.4%                   | 89,442            | 5.5%                   |
| 2010 | 12,160,339        | 11.3%                  | 95,171            | 6.4%                   |
| 2011 | 12,978,605        | 6.7%                   | 99,527            | 4.6%                   |
| 2012 | 13,133,992        | 1.2%                   | 97,824            | 1.7%                   |
| 2013 | 14,227,612        | 8.3%                   | 104,850           | 7.2%                   |

Il 2013 è stato finora l'anno più trafficato con oltre 14 milioni di passeggeri, con un aumento dell'8,3% rispetto all'anno precedente. Nel 2012 le compagnie più attive sulle rotte internazionali sono state El Al (4,09 milioni di passeggeri), Arkia (466.000), Lufthansa (428.000), Turkish Airlines (364.800), United Airlines (361.700), e Alitalia (326.400).
| Posizione | Città                                 | Passeggeri | Principali compagnie                                 |
| --------- | ------------------------------------- | ---------- | ---------------------------------------------------- |
| 1         | New York (complessivo)                | 1.162.000  | Delta Air Lines, El Al, United/Continental           |
| 2         | Parigi (Aeroporto Charles de Gaulle)  | 769.000    | Air France, Air Méditerranée, Arkia, El Al, Sun d'Or |
| 3         | Mosca (complessivo)                   | 595.000    | Aeroflot, El Al, Israir Airlines, Transaero Airlines |
| 4         | Londra (Aeroporto di Heathrow)        | 557.000    | British Airways, El Al                               |
| 5         | Roma (Aeroporto di Fiumicino)         | 521.000    | Alitalia, El Al, Israir Airlines, Sun d'Or           |
| 6         | Kiev (Boryspil International Airport) | 403.000    | El Al, Ukraine International Airlines                |
| 7         | Amsterdam (Aeroporto di Schiphol)     | 382.000    | Arkia, El Al, KLM, Sun d'Or                          |

Un deciso incremento nel numero di passeggeri che utilizzano l'aeroporto è preventivato in base alla pianificata chiusura dell'
aeroporto di Sde Dov (dove attualmente il numero dei passeggeri su voli nazionali è superiore a quello di Tel Aviv). È previsto che tutti i voli commerciali verranno indirizzati sul Ben Gurion.

## Terminal

### Terminal 1
Il Terminal 1 ha riaperto nel 2007 come terminale per i voli nazionali dopo una completa ristrutturazione. Nel periodo di chiusura l'edificio è stato utilizzato come sede per vari eventi e manifestazioni inclusa la "Bezalel Academy of Arts Centennial Exhibition" del 2006. Ci sono progetti per mantenere il Terminal 1 aperto 24 ore al giorno, in modo da aumentare la ricezione del traffico di voli charter dall'Europa.

La ristrutturazione del Terminal 1 è stata progettata da Yosef Assa con tre temi principali. Il primo, che si ritrova nelle sale pubbliche, cerca di ricreare il carattere della terra di Israele con le pareti dipinte con i colori delle montagne della Giudea, di Gerusalemme e della Galilea. Nella sala partenze è riprodotta un'atmosfera di vacanze, mentre la sala arrivi ha un tema più urbano in quanto riceve i passeggeri che ritornano in città.